# Helluo
Helluo es un  género de coleópteros adéfagos de la familia Carabidae.

## Especies
Comprende las siguientes especies:
- Helluo costatus Bonelli, 1813
- Helluo insignis Sloane, 1890